# Pomeni imen asteroidov: 78001–79000
Pregled pomenov imen asteroidov (malih planetov) od številke 78001 do 79000, ki jim je Središče za male planete dodelilo številko in so pozneje dobili tudi uradno ime  v skladu z dogovorjenim načinom imenovanja. Pregled je preverjen z Schmadelovim “Slovarjem imen malih planetov” (“Dictionary of Minor Planet Names”). 
Pregled pojasnjuje izvor oziroma pomen imen asteroidov, ki ga je priznala Mednarodna astronomska zveza (IAU). Nekateri asteroidi imajo imajo dodatno pojasnilo o izvoru imena, ki pa vedno ni popolnoma zanesljivo (oznaka “†” ali “‡“). 
| Ime                | Začasna oznaka | Izvor imena |
| 78001–78100        | 78001–78100    | 78001–78100 |
| ------------------ | -------------- | --- |
| 78071 Vicent       | 2002 LT6       | Francesch Vicent, španski avtor dela Libre dels jochs partits dels schacs en nombre de 100, ki je dalo osnovo sodobnim pravilom igre šah v Španiji † ‡                 |
| 78101–78200        |                | |
| 78118 Bharat       | 2002 NT        | Bhārat Ganarājya, domače ime za republiko Indijo, kjer je bil odkritelj rojen (ime je izvedeno iz imena modrega in pobožnega kralja Bharata iz hindujske mitologije) † |
| 78125 Salimbeni    | 2002 NU6       | Sara Salimbeni, italijanska astronomka † |
| 78201–78300        |                | |
| 78249 Capaccioni   | 2002 PK6       | Fabrizio Capaccioni, italijanski astronom † |
| 78252 Priscio      | 2002 PF11      | Priscilla "Priscio" Cerroni, italijanska astronomka † |
| 78301–78400        |                | |
| 78391 Michaeljäger | 2002 PT163     | Michael Jäger, avstrijski ljubiteljski astronom † ‡ |
| 78392 Dellinger    | 2002 PM165     | Joseph A. (Joe) Dellinger, Američaniameriški geofizik and ljubiteljski astronom (Fort Bend Astronomy Club) †                                                           |
| 78393 Dillon       | 2002 PW165     | William G. (Bill) Dillon, Američaniameriški geofizik in ljubiteljski astronom (član Astronomskega kluba Fort Bend) †                                                   |
| 78394 Garossino    | 2002 PB166     | Paul G. A. Garossino, kanadski geofizik in ljubiteljski astronom † ‡ Arhivirano 2005-08-29 na Wayback Machine.                                                         |
| 78401–78500        |                | |
| 78429 Baschek      | 2002 QN48      | Bodo Baschek, nemški astrofizik † Arhivirano 2005-05-27 na Wayback Machine.                                                                                            |
| 78430 Andrewpearce | 2002 QX48      | Andrew Pearce, avstralski ljubiteljski astronom, veliko je prispeval razvoju revije International Comet Quarterly †                                                    |
| 78431 Kemble       | 2002 QJ50      | Lucian J. Kemble, kanadski frančiškanski oče in ljubiteljski astronom, odkritelj Kemblove kaskade † ‡                                                                  |
| 78432 Helensailer  | 2002 QR50      | Helen R. Sailer, članica ženske letalske organizacije in prateta odkritelja † ‡                                                                                        |
| 78433 Gertrudolf   | 2002 QF56      | Gertrud in Rudolf Hönig, stari starši odkritelja † |
| 78434 Dyer         | 2002 QL58      | Alan Dyer, kanadski pisec o astronomiji in astrofotograf † ‡ Arhivirano 2005-08-29 na Wayback Machine.                                                                 |
| 78501–78600        |                | |
| 78577 JPL          | 2002 RG232     | kratica za Laboratorij za reaktivni pogon (Jet Propulsion Laboratory ) †                                                                                               |
| 78578 Donpettit    | 2002 RM233     | Don Pettit, ameriški astronavt 6. ekspedicije na Mednarodno vesoljsko postajo (International Space Station ali ISS) † Arhivirano 2008-10-12 na Wayback Machine.        |
| 78601–78700        |                | |
| 78652 Quero        | 2002 TG62      | mesto Quero, Belluno, Italija † |
| 78661 Castelfranco | 2002 TW85      | mesto in občina Castelfranco Veneto, Treviso, Italija † |
| 78701–78800        |                | |
| 78801–78900        |                | |
| 78816 Caripito     | 2003 PZ9       | mesto Caripito, pokrajina Bolivar, Monagas, Venezuela, kjer sta se spoznala starša odkritelja † ‡                                                                      |
| 78905 Seanokeefe   | 2003 SK85      | Sean O'Keefe, ameriški upravitelj pri Nasi v letih 2001–2004 † |
| 78901–79000        |                | |

| Predhodnik: 77001–78000 | Pomeni imen asteroidov Seznam asteroidov (78001-78250) Seznam asteroidov (78251-78500) Seznam asteroidov (78501-78750) Seznam asteroidov (78751-79000) | Naslednik: 79001–80000 |